# Prix Gémeaux du meilleur spécial de variétés
Prix Gémeaux : Meilleur spécial de variétés.

## Lauréats
- 1987 - Diane Dufresne, Follement VÔTre
- 1988 - Bye Bye '86
- 1988 - Rock et Belles Oreilles: La Grande Liquidation Des Fêtes 1987
- 1989 - Un Trou Dans Les Nuages: Michel Rivard
- 1989 - Rock et Belles Oreilles: La Grande Liquidation Des Fêtes 1988
- 1990 - Céline Dion - Unison
- 1991 - Roch Voisine, L'Idole
- 1992 - Quand La Chanson Dit Bonjour Au Country
- 1993 - Roch Voisine, L'Émotion
- 1994 - 15 Ans De Broue!
- 1995 - Beau Dommage Après La Pause
- 1996 - Ginette Reno
- 1997 - Beau Dommage 1995, Le Concert Du Forum
- 1998 - «let’s Talk About Love» Avec Céline Dion
- 1999 - Un An Avec Céline
- 2009- Marie-Mai Bouchard